# Cleveland Browns 1974
La stagione 1974 dei Cleveland Browns è stata la 25ª della franchigia nella National Football League. La squadra concluse con un record di 4-10, terminando quarta nella AFC Central division e mancando l'accesso ai playoff per il secondo anno consecutivo. Fu solamente la seconda volta in 29 anni di esistenza del club che i Browns terminarono con un record negativo.

## Calendario
| Stagione regolare |              |                         |           |        |                             |          |         |
| Turno             | Data         | Avversario              | Risultato | Record | Stadio                      | Pubblico | Sintesi |
| 1                 | 15 settembre | at Cincinnati Bengals   | S 7–33    | 0–1    | Riverfront Stadium          | 53,113   | Recap   |
| 2                 | 22 settembre | Houston Oilers          | V 20–7    | 1–1    | Cleveland Municipal Stadium | 58,988   | Recap   |
| 3                 | 29 settembre | at St. Louis Cardinals  | S 7–29    | 1–2    | Busch Memorial Stadium      | 43,472   | Recap   |
| 4                 | 6 ottobre    | Oakland Raiders         | S 24–40   | 1–3    | Cleveland Municipal Stadium | 65,247   | Recap   |
| 5                 | 13 ottobre   | Cincinnati Bengals      | S 24–34   | 1–4    | Cleveland Municipal Stadium | 70,897   | Recap   |
| 6                 | 20 ottobre   | at Pittsburgh Steelers  | S 16–20   | 1–5    | Three Rivers Stadium        | 48,100   | Recap   |
| 7                 | 27 ottobre   | Denver Broncos          | V 23–21   | 2–5    | Cleveland Municipal Stadium | 60,478   | Recap   |
| 8                 | 3 novembre   | at San Diego Chargers   | S 35–36   | 2–6    | San Diego Stadium           | 36,631   | Recap   |
| 9                 | 10 novembre  | at New England Patriots | V 21–14   | 3–6    | Schaefer Stadium            | 61,279   | Recap   |
| 10                | 17 novembre  | Pittsburgh Steelers     | S 16–26   | 3–7    | Cleveland Municipal Stadium | 77,739   | Recap   |
| 11                | 24 novembre  | Buffalo Bills           | S 10–15   | 3–8    | Cleveland Municipal Stadium | 66,504   | Recap   |
| 12                | 1 dicembre   | San Francisco 49ers     | V 7–0     | 3–9    | Cleveland Municipal Stadium | 24,559   | Recap   |
| 13                | 7 dicembre   | at Dallas Cowboys       | S 17–41   | 3–10   | Texas Stadium               | 48,754   | Recap   |
| 14                | 15 dicembre  | at Houston Oilers       | S 24–28   | 4–10   | Astrodome                   | 37,910   | Recap   |

Note: gli avversari della propria division sono in grassetto.

## Classifiche
| AFC Central         |    |    |   |      |      |       |     |     |     |
|                     | V  | S  | P | %    | CONF | DIV   | PF  | PS  | STR |
| Pittsburgh Steelers | 10 | 3  | 1 | .750 | 4–2  | 7–3–1 | 305 | 189 | V2  |
| Houston Oilers      | 7  | 7  | 0 | .500 | 4–2  | 7–4   | 236 | 282 | V1  |
| Cincinnati Bengals  | 7  | 7  | 0 | .500 | 3–3  | 5–6   | 283 | 259 | S3  |
| Cleveland Browns    | 4  | 10 | 0 | .286 | 1–5  | 3–8   | 251 | 344 | S2  |